# Albert Gallatin Blanchard

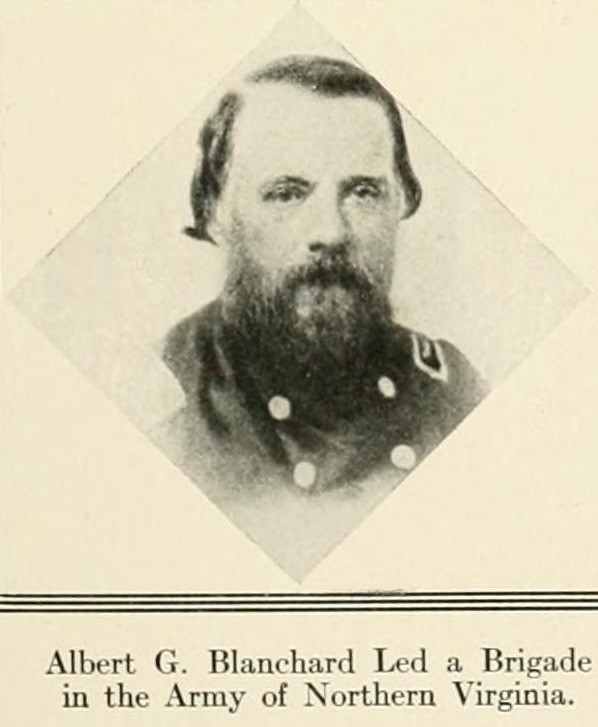
Albert Gallatin Blanchard

Albert Gallatin Blanchard (* 10. September 1810 in Charlestown, Massachusetts; † 21. Juli 1891 in New Orleans, Louisiana) war ein Brigadegeneral im konföderierten Heer im Sezessionskrieg.

## Leben
Blanchard beendete 1829 sein Studium an der Militärakademie in West Point, New York als 26. seines Jahrgangs. Einer seiner Klassenkameraden war der spätere General Robert Edward Lee. Als Leutnant wurde er zum 3. US-Infanterie-Regiment versetzt, das aus verschiedenen Standorten an der Frontier eingesetzt wurde. Danach war er Rekrutierungsoffizier und unterstützte Pioniertätigkeiten am Sabine River. Am 1. Oktober 1840 verließ er das US-Heer als Oberleutnant. Von 1840 bis 1846 arbeitete er als Händler in New Orleans, Louisiana und war gleichzeitig von 1843 bis 1845 Direktor einer öffentlichen Schule.
Während des Mexikanisch-Amerikanischen Kriegs diente er als Hauptmann der Louisiana-Freiwilligen und nahm an der Schlacht von Monterrey und der Belagerung von Vera Cruz teil. Blanchard wurde am 27. Mai 1847 wieder als Major in das reguläre Heer eingestellt und im 12. US-Infanterie-Regiment verwendet. Seinen erneuten Abschied nahm er nach Kriegsende am 25. Juli 1848. Er arbeitete ein paar Jahre als Landvermesser und anschließend für verschiedene Eisenbahngesellschaften.
1861, nach Beginn des Bürgerkriegs, wurde er zum Brigadegeneral im konföderierten Heer befördert. Nach dem Krieg wurde er Ingenieur und arbeitete wieder als Landvermesser.